# NBA Most Improved Player
NBA Most Improved Player er en årlig pris givet i NBA-ligaen til den spiller som anses for at have udviklet sig mest i forhold til den forværende sæson. Prisen forkortes til MIP. Prisen er blevet udelt siden 1985-86 sæsonen. Vinderen vælges ved et panel bestående af personer fra sportsmedierne i USA og Canada stemmer.
Dog der ikke er en regel om, at prisen kun kan vindes en gang per spiller, så har der har aldrig været en spiller som har vundet prisen to gange. Den nuværende vinder er Dyson Daniels, som vandt prisen for 2024-25 sæsonen.

## Vindere
| ^       | Angiver at spilleren stadig er aktiv i NBA.                          |
| *       | Angiver at spilleren er i Naismith Memorial Basketball Hall of Fame. |
| Hold(X) | Angiver antal gange en spiller fra dette hold er blevet MIP.         |

| Sæson     | Spiller                | Position       | Nationalitet | Hold                      |
| --------- | ---------------------- | -------------- | ------------ | ------------------------- |
| 1985-1986 | Alvin Robertson        | Shooting Guard | USA          | San Antonio Spurs         |
| 1986-1987 | Dale Ellis             | Small Forward  | USA          | Seattle SuperSonics       |
| 1987-1988 | Kevin Duckworth        | Center         | USA          | Portland Trailblazers     |
| 1988-1989 | Kevin Johnson          | Point Guard    | USA          | Phoenix Suns              |
| 1989-1990 | Rony Seikaly           | Center         | USA          | Miami Heat                |
| 1990-1991 | Scott Skiles           | Point Guard    | USA          | Orlando Magic             |
| 1991-1992 | Pervis Ellison         | Center         | USA          | Washington Bullets        |
| 1992-1993 | Mahmoud Abdul-Rauf     | Point Guard    | USA          | Denver Nuggets            |
| 1993-1994 | Don MacLean            | Power Forward  | USA          | Washington Bullets (2)    |
| 1994-1995 | Dana Barros            | Point Guard    | USA          | Philadelphia 76ers        |
| 1995-1996 | Gheorghe Mureșan       | Center         | Rumænien     | Washington Bullets (3)    |
| 1996-1997 | Isaac Austin           | Center         | USA          | Miami Heat (2)            |
| 1997-1998 | Alan Henderson         | Power Forward  | USA          | Atlanta Hawks             |
| 1998-1999 | Darrell Armstrong      | Point Guard    | USA          | Orlando Magic (2)         |
| 1999-2000 | Jalen Rose             | Small Forward  | USA          | Indiana Pacers            |
| 2000-2001 | Tracy McGrady*         | Small Forward  | USA          | Orlando Magic (3)         |
| 2001-2002 | Jermaine O'Neal        | Center         | USA          | Indiana Pacers (2)        |
| 2002-2003 | Gilbert Arenas         | Point Guard    | USA          | Golden State Warriors     |
| 2003-2004 | Zach Randolph          | Power Forward  | USA          | Portland Trailblazers (1) |
| 2004-2005 | Bobby Simmons          | Small Forward  | USA          | Los Angeles Clippers      |
| 2005-2006 | Boris Diaw             | Power Forward  | Frankrig     | Phoenix Suns (2)          |
| 2006-2007 | Monta Ellis            | Point Guard    | USA          | Golden State Warriors (1) |
| 2007-2008 | Hedo Türkoğlu          | Power Forward  | Tyrkiet      | Orlando Magic (4)         |
| 2008-2009 | Danny Granger          | Power Forward  | USA          | Indiana Pacers (3)        |
| 2009-2010 | Aaron Brooks           | Point Guard    | USA          | Houston Rockets           |
| 2010-2011 | Kevin Love^            | Power Forward  | USA          | Minnesota Timberwolves    |
| 2011-2012 | Ryan Anderson          | Power Forward  | USA          | Orlando Magic (5)         |
| 2012-2013 | Paul George^           | Small Forward  | USA          | Indiana Pacers (4)        |
| 2013-2014 | Goran Dragić^          | Point Guard    | Slovenien    | Phoenix Suns (3)          |
| 2014-2015 | Jimmy Butler^          | Shooting Guard | USA          | Chicago Bulls             |
| 2015-2016 | CJ McCollum^           | Shooting Guard | USA          | Portland Trailblazers (2) |
| 2016-2017 | Giannis Antetokounmpo^ | Power Forward  | Grækenland   | Milwaukee Bucks           |
| 2017-2018 | Victor Oladipo^        | Shooting Guard | USA          | Indiana Pacers (5)        |
| 2018-2019 | Pascal Siakam^         | Power Forward  | Cameroun     | Toronto Raptors           |
| 2019-2020 | Brandon Ingram^        | Small Forward  | USA          | New Orleans Pelicans      |
| 2020-2021 | Julius Randle^         | Power Forward  | USA          | New York Knicks           |
| 2021-2022 | Ja Morant^             | Point Guard    | USA          | Memphis Grizzlies         |
| 2022-2023 | Lauri Markkanen^       | Power Forward  | Finland      | Utah Jazz                 |
| 2023-2024 | Tyrese Maxey^          | Shooting Guard | USA          | Philadelphia 76ers (2)    |
| 2024-2025 | Dyson Daniels^         | Point Guard    | USA          | Atlanta Hawks (2)         |